# The Fall (альбом)
The Fall (рус. Падение) — четвёртый студийный альбом британской виртуальной группы Gorillaz, выпущенный 25 декабря 2010 года как подарок на новый год фанатам Gorillaz, выпущен на лейбле Parlophone Records.
Весь альбом был записан на личном iPad Деймона Албарна. Доступен на физическом носителе с 18 апреля 2011 года.
Альбом насчитывает сравнительно малое для Gorillaz количество коллабораторов. Ими стали Мик Джонс и Пол Симонон из группы The Clash, а также Бобби Уомак.

Весь альбом был записан Деймоном Албарном на iPad во время американского этапа тура «Escape to Plastic Beach World Tour».
«Я серьёзно сделал его в дороге. Я не писал музыку до тура, я не готовил его ранее. Я просто писал его день за днём, будто дневник с записями моих воспоминаний об Америке. Если бы я решил выпустить этот альбом после Нового Года, то циники бы сказали, что я делал его во время праздничного отпуска, но я выпускаю его сейчас, и у них нет никаких оснований так думать, потому что всё это время я был в туре.»
— Деймон Албарн.

## Критика
Получил положительные отзывы от большинства музыкальных критиков. На Metacritic получил 67 баллов из 100 на основе 25 обзоров, с оценкой «в целом положительные отзывы». Джон Долан из Rolling Stone заявил, что альбом был «задумчиво разнесенным, со слегка дерзкими поворотами». Алексис Петридис из The Guardian заявляет, что «как ни странно, но по сравнению с Plastic Beach, альбом сделан не в их стиле». Крис Мартинс из The A.V. Club говорит: «На первый взгляд альбом кажется более интересным как концепция, чем как музыка. Тем не менее, в нём есть много необработанных жемчужин». Гарет Джеймс из Clash Music оценил альбом в 80 баллов из 100 и заявил: «Сделанный на iPad во время осеннего тура группы по Америке, этот наспех созданный альбом вызывает восхищение». Саймон Пирс из The Independent также поставил 80 баллов и сказал: «Тут нет громких хитов, но присутствует неизменное единство атмосферы. Это делает The Fall самым цельным альбом Gorillaz». Крис Мандл из New Musical Express поставил 4 звезды и заявил, что "это не повторение «DARE» или «Clint Eastwood», но это потрясающий альбом от начала до конца. Крис Траут из Drowned in sound поставил 7 баллов из 10 сказав, что «Гениальность, как вы знаете, заключается в деталях. Бэк-вокал на „Revolving Doors“ и „Amarillo“ — это прекраснейшие незаконченные мелодии Албарна».

## Список композиций
| №                   | Название                                                         | Длительность |
| ------------------- | ---------------------------------------------------------------- | ------------ |
| 1.                  | «Phoner to Arizona»                                              | 4:14         |
| 2.                  | «Revolving Doors»                                                | 3:26         |
| 3.                  | «Hillbilly Man» (совместно с Миком Джонсом)                      | 3:50         |
| 4.                  | «Detroit»                                                        | 2:03         |
| 5.                  | «Shy-Town»                                                       | 2:54         |
| 6.                  | «Little Pink Plastic Bags»                                       | 3:09         |
| 7.                  | «The Joplin Spider»                                              | 3:22         |
| 8.                  | «The Parish of Space Dust»                                       | 2:25         |
| 9.                  | «The Snake in Dallas»                                            | 2:11         |
| 10.                 | «Amarillo»                                                       | 3:24         |
| 11.                 | «The Speak It Mountains»                                         | 2:14         |
| 12.                 | «Aspen Forest» (совместно с Полом Симононом)                     | 2:50         |
| 13.                 | «Bobby in Phoenix» (совместно с Бобби Уомаком)                   | 3:16         |
| 14.                 | «California and the Slipping of the Sun»                         | 3:24         |
| 15.                 | «Seattle Yodel» (совместно с The Archie McPhee Yodelling Pickle) | 0:38         |
| Общая длительность: | Общая длительность:                                              | 43:28        |

## Позиции в чартах
| Чарт(2011)              | Позиция |
| ----------------------- | ------- |
| Australian Albums Chart | 41      |
| Belgium Albums Chart    | 28      |
| Canadian Albums Chart   | 24      |
| Dutch Albums Chart      | 21      |
| Irish Albums Chart      | 21      |
| Italian Albums Chart    | 43      |
| Mexican Albums Chart    | 80      |
| Scottish Albums Chart   | 12      |
| Swiss Albums Chart      | 95      |
| UK Albums Chart         | 12      |
| US Billboard 200        | 24      |